# Gerovital
Gerovital H3 (o clorhidrato de procaína y los productos conocidos como GH3 y otras variantes que, pueden o no, ser idénticas a Gerovital H3) es una preparado controvertido desarrollado durante la década de 1950 y promovido por sus defensores como un eficaz tratamiento antienvejecimiento. Durante el apogeo de la jet-set se comentaba que personajes como John F. Kennedy, Marlene Dietrich, Kirk Douglas y Salvador Dalí consumían el preparado[cita requerida]. En los Estados Unidos, la FDA prohibió Gerovital H3 para su comercio interestatal como un fármaco no aprobado y, desde 1982, se ha prohibido su importación.
Fue descubierto por Ana Aslan, médica del Instituto Nacional de Gerontología y Geriatría en Rumania. Los pacientes tratados con GH3 mostraban mejoras en la función circulatoria, la elasticidad de la piel, úlceras, parkinsonismo, artritis, pérdida de cabello, senilidad, mejora de la memoria y cognición, potencia muscular, capacidad pulmonar y antidepresivo. Según los informes, casi todos los fenómenos de envejecimiento disminuyen en intensidad con el GH3.

## Composición
El ingrediente activo principal es el conocido anestésico local procaína clorhidrato, (referido a menudo por la marca Novocaina). También contiene pequeñas cantidades de ácido benzoico, metabisulfito de potasio o Metabisulfito de sodio como antioxidante y fosfato disódico.

## Uso
Actualmente las preparaciones con procaína están disponibles en más de 70 países y son consumidas por más de 100 millones de personas principalmente para combatir la demencia, la senilidad y como agente nootrópico. Se pueden conseguir sin prescripción, y por internet. Existen indicios que quizás mejore la memoria en personas sin trastornos cognitivos.
Las líneas cosméticas no poseen la procaína.